# ISD Avia
ISD Avia is een Oekraïense luchtvaartmaatschappij met haar thuisbasis in Donetsk.

## Geschiedenis
ISD Avia is opgericht in 1998.

## Vloot
De vloot van ISD Avia bestaat uit:(juni 2015)
- 2 Canadair CRJ200